# 박주민
박주민(朴柱民, 1973년 11월 21일~)은 대한민국의 변호사 출신 정치인이다. 제20·21·22대 국회의원이다.
대원외국어고등학교, 서울대학교 법학과에 입학한 후에는 인권운동에 관심을 가지게 되었다고 한다. 공익 변론에 관심이 있는 친구들과 함께 법무법인 '이공'을 설립하였고, '이공' 소속 변호사로서 일하면서 민주사회를 위한 변호사 모임 사무처장으로도 활동하였다. 사회적으로 굵직한 사건들의 변론을 맡으며 성과를 이룬 바 있고, 특히 세월호 침몰 사고 유가족과 동고동락하며 그들의 권리를 찾아주기 위해 노력한 것으로 유명하다. 세월호 침몰 사고 진상 규명이 제대로 되지 않는 것을 겪으며 변호사로서 한계를 느꼈고 그 와중에 정계 입문 권유를 받아 더불어민주당에 입당하게 되었다고 한다.
2016년 4월 13일에 치러진 제20대 국회의원 선거를 통해 의회에 진출했다. 대일외국어고등학교 출신 김재연에 이어 두 번째 외국어고등학교 출신 국회의원이 되었다. 이 선거와 관련해서 가장 마지막에 전략 공천이 되는 열악한 상황에 놓였지만 현직 국회의원 이미경의 지원과 세월호 참사 유가족 등의 헌신으로 좋은 성과를 냈다. 2018년 8월 25일 더불어민주당 최고위원에 당선되었다. 박주민 의원은 총 득표율 21.28%를 얻어, 최고위원 선거에 출마한 8명의 후보들 중 가장 높은 득표율을 기록했다.
2020년 7월 21일 당대표 경선 출마를 선언했다. 전당대회결과 3위로 낙선했다. 2020년 11월 우원식 의원과 중대재해기업처벌법 법안을 발의했다. 2022년 제8회 전국지방선거 더불어민주당 서울시장 후보 경선을 중도 포기했다.

## 논란

### 임대차 3법 통과 전 임대료 인상
2020년 7월 본인이 대표발의한 임대차 3법 통과를 기회삼아 아파트 임대료를 미리 9%가량 올린 것으로 드러나면서 비판을 받았다. 이 논란으로 내로남불 결정판이라는 비판을 받았다.

## 학력
- 대원외국어고등학교
- 서울대학교 법학 학사

## 경력
- 2003년: 사법시험 45회 합격(사법연수원 35기 수료)
- 2006년: 법무법인 한결 변호사
- 2012년: 법무법인 이공 변호사
- 2012년: 민주사회를 위한 변호사 모임 사무처장
- 2015년: 참여연대 부집행위원장
- 2016년 4월 13일 대한민국 제20대 국회의원 선거 당선(서울 은평구 을, 더불어민주당, 초선)
- 2016년 5월~: 더불어민주당 서울특별시당 은평구 갑 지역위원회 위원장
- 2017년 6월~2018년 5월: 더불어민주당 정책위원회 부의장
- 2017년 8월~: 더불어민주당 적폐청산위원회 위원
- 2018년 8월~2020년 8월: 더불어민주당 최고위원
- 2019년 7월~: 더불어민주당 국회혁신특별위원회 위원장
- 2019년 9월~2020년 12월: 더불어민주당 검찰개혁특별위원회 위원장
- 2020년 4월 15일 대한민국 제21대 국회의원 선거 당선(서울 은평구 을, 더불어민주당, 재선)
- 2020년 11월~: 민주주의 4.0 연구원 이사
- 2020년 5월~2022년 9월: 더불어민주당 정책위원회 제1정책조정위원장
- 2021년 7월~2021년 10월: 대한민국 제20대 대통령 선거 더불어민주당 후보 경선 이재명 캠프 총괄본부장
- 2021년 10월: 더불어민주당 국민의힘 총선개입 국기문란 진상조사 TF 특별위원회 위원장
- 2022년 10월~2024년 10월: 더불어민주당 을지로위원회 위원장
- 2023년 9월~2024년 4월: 더불어민주당 원내운영수석부대표
- 2023년 10월~: 더불어민주당 검찰독재정치탄압대책위원회 검사범죄대응태스크포스 위원
- 2024년 4월 10일 대한민국 제22대 국회의원 선거 당선(서울 은평구 을, 더불어민주당, 3선)
- 2024년 8월~: 더불어민주당 의료대란대책특별위원회 위원장

### 의정 활동
- 2016년 5월 30일~2020년 5월 29일: 제20대 국회의원(서울 은평구 갑, 더불어민주당, 초선)
  - 2016년 6월~2016년 9월: 제20대 국회 전반기 안전행정위원회 위원
  - 2016년 6월~2018년 5월: 제20대 국회 전반기 여성가족위원회 위원
  - 2016년 9월~2018년 5월: 제20대 국회 전반기 법제사법위원회 위원
  - 2017년 5월~2017년 9월: 제20대 국회 헌법재판소장(김이수) 임명동의에 관한 인사청문특별위원회 위원
  - 2017년 8월~2017년 12월: 제20대 국회 정치개혁특별위원회 위원
  - 2017년 11월: 제20대 국회 헌법재판소장(이진성) 임명동의에 관한 인사청문특별위원회 위원
  - 2018년 1월~2018년 6월: 제20대 국회 헌법개정 및 정치개혁특별위원회 위원
  - 2018년 7월~2020년 5월: 제20대 국회 후반기 법제사법위원회 위원
  - 2018년 7월~2019년 3월: 제20대 국회 후반기 예산결산특별위원회 위원
  - 2018년 10월~2019년 8월: 제20대 국회 사법개혁특별위원회 위원
  - 2018년 12월: 제20대 국회 대법관(김상환) 임명동의에 관한 인사청문특별위원회 위원
- 2020년 5월 30일~2024년 5월 29일: 제21대 국회의원(서울 은평구 갑, 더불어민주당, 재선)
  - 2020년 6월~2021년 5월: 제21대 국회 전반기 법제사법위원회 위원
  - 2021년 5월~2022년 5월: 제21대 국회 전반기 법제사법위원회 간사
  - 2021년 10월~2021년 11월: 제21대 국회 감사원장(최재해) 임명동의에 관한 인사청문특별위원회 간사
  - 2022년 7월~2024년 5월: 제21대 국회 후반기 법제사법위원회 위원
  - 2022년 7월~2023년 5월: 제21대 국회 형사사법체계개혁 특별위원회 위원
  - 2023년 2월~2024년 5월: 제21대 국회 기후위기 특별위원회 위원
  - 2023년 6월~2023년 7월: 제21대 국회 대법관(권영준·서경환) 임명동의에 관한 인사청문특별위원회 간사
  - 2023년 10월~2024년 5월: 제21대 국회 후반기 국회운영위원회 간사
  - 2023년 10월~2024년 5월: 제21대 국회 윤리특별위원회 간사
  - 2024년 2월~2024년 2월: 제21대 국회 대법관(신숙희·엄상필) 임명동의에 관한 인사청문 특별위원회 위원
- 2024년 5월 30일~: 제22대 국회의원(서울 은평구 갑, 더불어민주당, 3선)
  - 2024년 6월~: 제22대 국회 전반기 보건복지위원회 위원장
  - 2024년 12월~: 제22대 국회 순직 해병 수사 방해 및 사건 은폐 등의 진상규명을 위한 국정조사 특별위원회 위원
  - 2024년 12월~: 제22대 국회 헌법재판소 재판관(마은혁·정계선·조한창) 선출에 관한 인사청문 특별위원회 위원

## 저서

### 단독 저서
- 이일규 엮음. 《별종의 기원》. 유리창. 2017년. ISBN 9788997918225
- 박주민 지음. 《주민의 헌법》. 새로운현재. 2019년.

### 공저
- 박주민·박경신·양홍석·최중영·허진민·손익찬·최종연. 《호모 레지스탕스》. 해피스토리. 2011년. ISBN 9788993225310
- 박주민·구영식·김준현·류제성·이재정. 《시민을 고소하는 나라》. 스토리플래너. 2012년. ISBN 9788996623731
- 박주민·이큰별·조동찬·김완·이재명·안수찬·장훈·오현주·김성훈·하어영. 《대통령의 7시간 추적자들》. 북콤마. 2017년. ISBN 9791187572022
- 고민정·김기정·김병용·도종환·박남준·박주민·백가흠·안경환·유정아·이정렬·장석남·정해구·조기영·표창원·한창훈·함성호·황교익·김동현·송영호·이병초·황현진·황호선. 《좋아요 문재인》. 은행나무. 2017년. ISBN 9788956601410
- 심상정·박주민·공현·김민식·박권일·송경동·황윤·장서연·심미섭·김하린. 《소년소녀, 정치하라!》. 우리학교. 2017년. ISBN 9791187050476

## 수상
- 2014년 올해의 법조인
- 2017년 제19회 백봉신사상 대상[8]
- 더불어민주당 국정감사 우수의원상

## 역대 선거 결과
|  | 54.93% |

|  | 64.29% |

|  | 60.78% |

## 소속 정당
| 소속 정당 | 소속 정당    | 소속 기간 | 비고      |
| --------- | ------------ | --------- | --------- |
|           | 민주노동당   | 2007~2008 | 정계 입문 |
|           | 무소속       | 2008      | 탈당      |
|           | 진보신당     | 2008~2010 | 창당      |
|           | 무소속       | 2010~2016 | 탈당      |
|           | 더불어민주당 | 2016~현재 | 입당      |

## 같이 보기
- 서울 은평구의 국회의원
- 은평구 갑